# Републикански път II-59
Републикански път II-59 е второкласен път, част от Републиканската пътна мрежа на България, преминаващ по територията на области Кърджали и Хасково. Дължината му е 94,2 km.
Пътят се отклонява наляво при 358,9 km на Републикански път I-5 в южната част на град Момчилград и се насочва на изток към Стръмни рид (част от Източните Родопи). При село Звездел пътят преодолява рида и през селата Карамфил и Долна кула се спуска по източния му склон и достига долината на река Крумовица (десен приток на Арда). След като пресече реката преминава през село Вранско и през центъра на град Крумовград и започва изкачване по западния склон на рида Ирантепе. Последователно преминава през селата Полковник Желязово, Пелин и Перуника, достига до билото на рида и продължава по него на североизток, като навлиза в Хасковска област. Северно от село Попско завива на югоизток, а след това на изток и все по билото на рида Сърта стига до град Ивайловград, като слиза в долината на река Арда. След като премине през центъра на града и през село Славеево при ГКПП Ивайловград достига до границата с Гърция.
По протежението на пътя наляво и надясно от него се отделят 9 третокласни пътя от Републиканската пътна мрежа, в т.ч. 4 пътя с трицифрени номера и 5 пътя с четирицифрени номера.
Пътища с трицифрени номера:
- при 30,3 km, в село Вранско — наляво Републикански път III-591 (32,6 km) до 23,1 km на Републикански път III-593, североизточно от село Пчелари;
- при 49,0 km, западно от село Белополци — наляво Републикански път III-593 (38,1 km) до село Голям извор;
- при 85,3 km, западно от град Ивайловград — наляво Републикански път III-597 (61,3 km) до град Любимец;
- при 88,2 km, в центъра на град Ивайловград — надясно Републикански път III-598 (21,3 km) до село Мандрица.

Пътища с четирицифрени номера:
- при 0,8 km, в югоизточната част на град Момчилград — наляво Републикански път III-5901 (28,0 km) през селата Чобанка, Равен, Татул и Нановица до село Зорница на южния бряг на язовир "Студен кладенец";
- при 14,3 km, западно от село Звездел — надясно Републикански път III-5902 (15,4 km) през селата Конче, Метлика и Малка Чинка до село Токачка, при 20,1 km на Републикански път III-509;
- при 32,5 km, в източната част на град Крумовград — надясно Републикански път III-5904 (25,7 km) през селата Едрино, Рогач, Голямо Каменяне и Аврен до границата с Гърция (след село Аврен пътят не е изграден и представлява полски път);
- при 69,6 km, северно от село Нова ливада — надясно Републикански път III-5906 (51,1 km) през селата Нова ливада, Железино, Гугутка, Бялградец, Казак, Черничево и Синигер до село Голямо Каменяне, при 10,7 km на Републикански път III-5904;
- при 72,3 km, южно от село Черни рид — надясно Републикански път III-5908 (30,7 km) през селата Плевун, Кондово, Железари и Меден бук до село Мандрица (в участъка между селата Железари и Меден бук, на протежение от 6,2 km пътят не е изграден и представлява полски път).

| Пътища, отклоняващи се надясно (населено място, № на пътя, посока на пътя) | Км   | Пътища, отклоняващи се наляво (посока на пътя, № на пътя, населено място) |
| -------------------------------------------------------------------------- | ---- | ------------------------------------------------------------------------- |
| Община Момчилград, Област Кърджали I-5, 358,9 km, гр. Момчилград ←         | 0,0  | ← гр. Момчилград, 358,9 km, I-5, Област Кърджали Община Момчилград        |
| гр. Момчилград                                                             | 0,8  | → гр. Момчилград, 0,0 km, III-5901 (до с. Зорница)                        |
|                                                                            | 1,9  | → общински път (за с. Соколяне)                                           |
| (за с. Рибино) общински път ←                                              | 9,5  |                                                                           |
| (за с. Кременец) общински път ←                                            | 11,5 |                                                                           |
| (до с. Токачка) III-5902, 0,0 km ←                                         | 14,3 |                                                                           |
|                                                                            | 15,2 | → общински път (за с. Ауста)                                              |
| (за с. Пазарци) общински път, с. Звездел ←                                 | 15,7 | → с. Звездел, общински път (за с. Джелепско)                              |
| (за с. Синделци) общински път, с. Карамфил ←                               | 20,9 | → с. Карамфил                                                             |
|                                                                            | 21,2 | → общински път (за с. Чайка)                                              |
| Община Крумовград                                                          | 23,4 | Община Крумовград                                                         |
| (за с. Долна кула) общински път, с. Горна кула ←                           | 26,9 | с. Горна кула                                                             |
| с. Вранско                                                                 | 30,3 | → с. Вранско, 0,0 km, III-591 (до 23,1 km на III-593)                     |
| (от 391,6 km на I-5) III-509, 36,7 km, гр. Крумовград →                    | 31,8 | гр. Крумовград                                                            |
| (до границата с Гърция) III-5904, 0,0 km, гр. Крумовград ←                 | 32,5 | гр. Крумовград                                                            |
| с. Полковник Желязово                                                      | 33,8 | с. Полковник Желязово                                                     |
| (за с. Сливарка) общински път ←                                            | 37,7 |                                                                           |
| (за с. Гулийка) общински път ←                                             | 38,2 |                                                                           |
| с. Пелин                                                                   | 39,1 | с. Пелин                                                                  |
| с. Перуника                                                                | 40,8 | с. Перуника                                                               |
| (за селата Чернооки и Багрилци) общински път ←                             | 43,4 |                                                                           |
| (за с. Доборско) общински път ←                                            | 43,7 |                                                                           |
|                                                                            | 45,1 | → общински път (за с. Чал)                                                |
| Община Ивайловград, Област Хасково                                         | 49,0 | Област Хасково Община Ивайловград                                         |
|                                                                            | 49,0 | → 0,0 km, III-593 (до с. Голям извор)                                     |
| (за с. Белополци) общински път ←                                           | 49,8 |                                                                           |
| (за с. Конници) общински път ←                                             | 53,2 |                                                                           |
|                                                                            | 54,6 | → общински път (за с. Бубино)                                             |
| (за с. Попско) общински път ←                                              | 55,9 |                                                                           |
|                                                                            | 58,3 | → общински път (за с. Черничино)                                          |
|                                                                            | 61,8 | → общински път (за с. Чучулига)                                           |
| (за с. Глумово) общински път ←                                             | 63,1 |                                                                           |
|                                                                            | 63,5 | → общински път (за с. Карловско)                                          |
| (за с. Сборино) общински път ←                                             | 66,3 |                                                                           |
| (за с. Планинец) общински път ←                                            | 67,3 |                                                                           |
|                                                                            | 68,8 | → общински път (за с. Брусино)                                            |
| (до с. Голямо Каменяне) III-5906, 0,0 km ←                                 | 69,6 |                                                                           |
| (до с. Мандрица) III-5908, 0,0 km ←                                        | 72,3 |                                                                           |
|                                                                            | 73   | → общински път (за с. Черни рид)                                          |
|                                                                            | 74,1 | → общински път (за с. Горноселци)                                         |
| (за с. Кобилино) общински път ←                                            | 75,2 |                                                                           |
|                                                                            | 83,3 | → общински път (за с. Покрован)                                           |
|                                                                            | 85,3 | → 0,0 km, III-597 (до гр. Любимец)                                        |
| (до с. Мандрица) III-598, 0,0 km, гр. Ивайловград ←                        | 88,2 | гр. Ивайловград                                                           |
| с. Славеево                                                                | 92,7 | с. Славеево                                                               |
| граница с Гърция, ГКПП Ивайловград                                         | 94,2 | ГКПП Ивайловград, граница с Гърция                                        |